# Hans G. Conrad

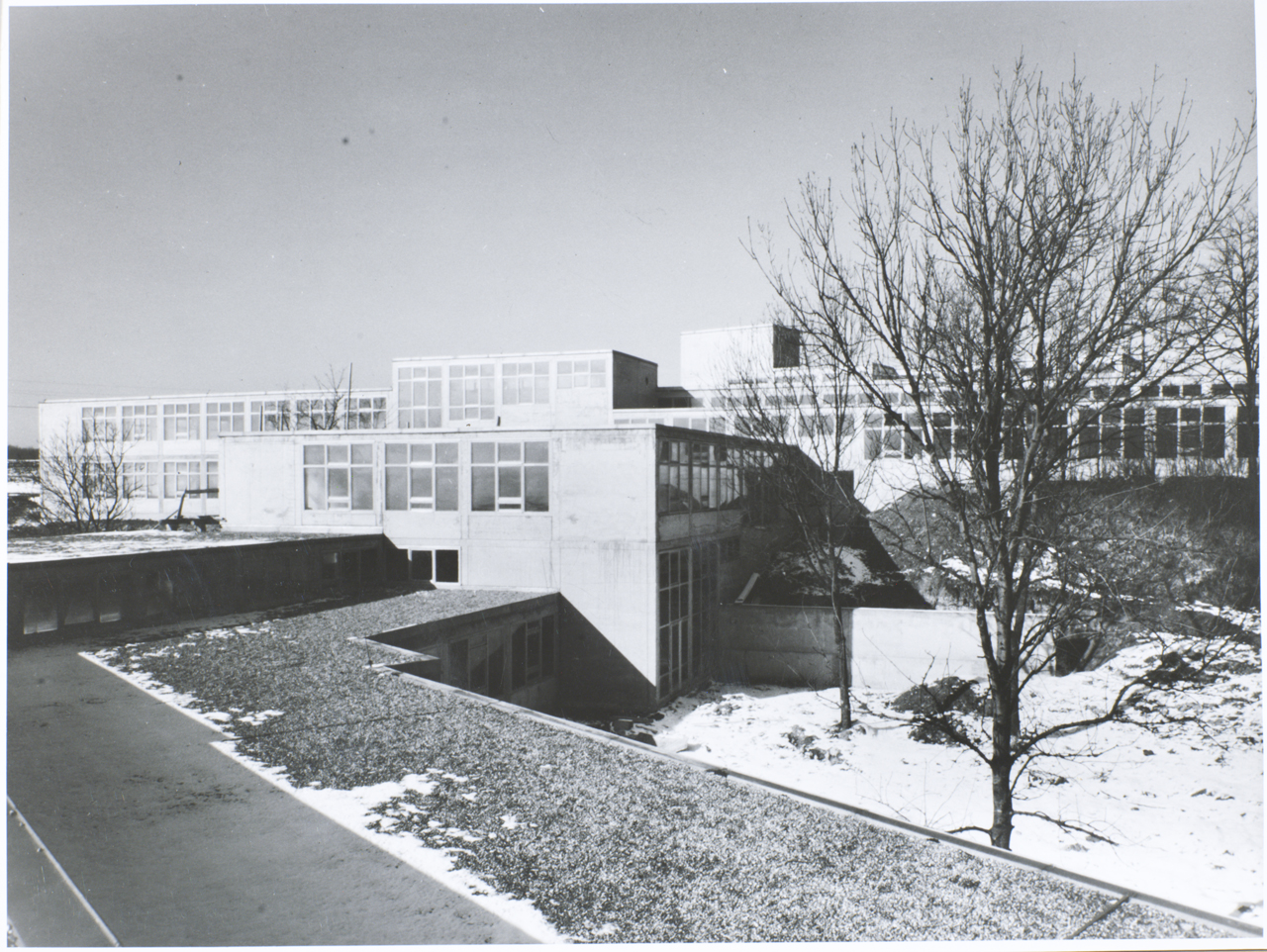
Hans G. Conrad (foto): Hochschule für Gestaltung (HfG, Vysoká škola Designu), Ulm, 1955, architekt: Max Bill

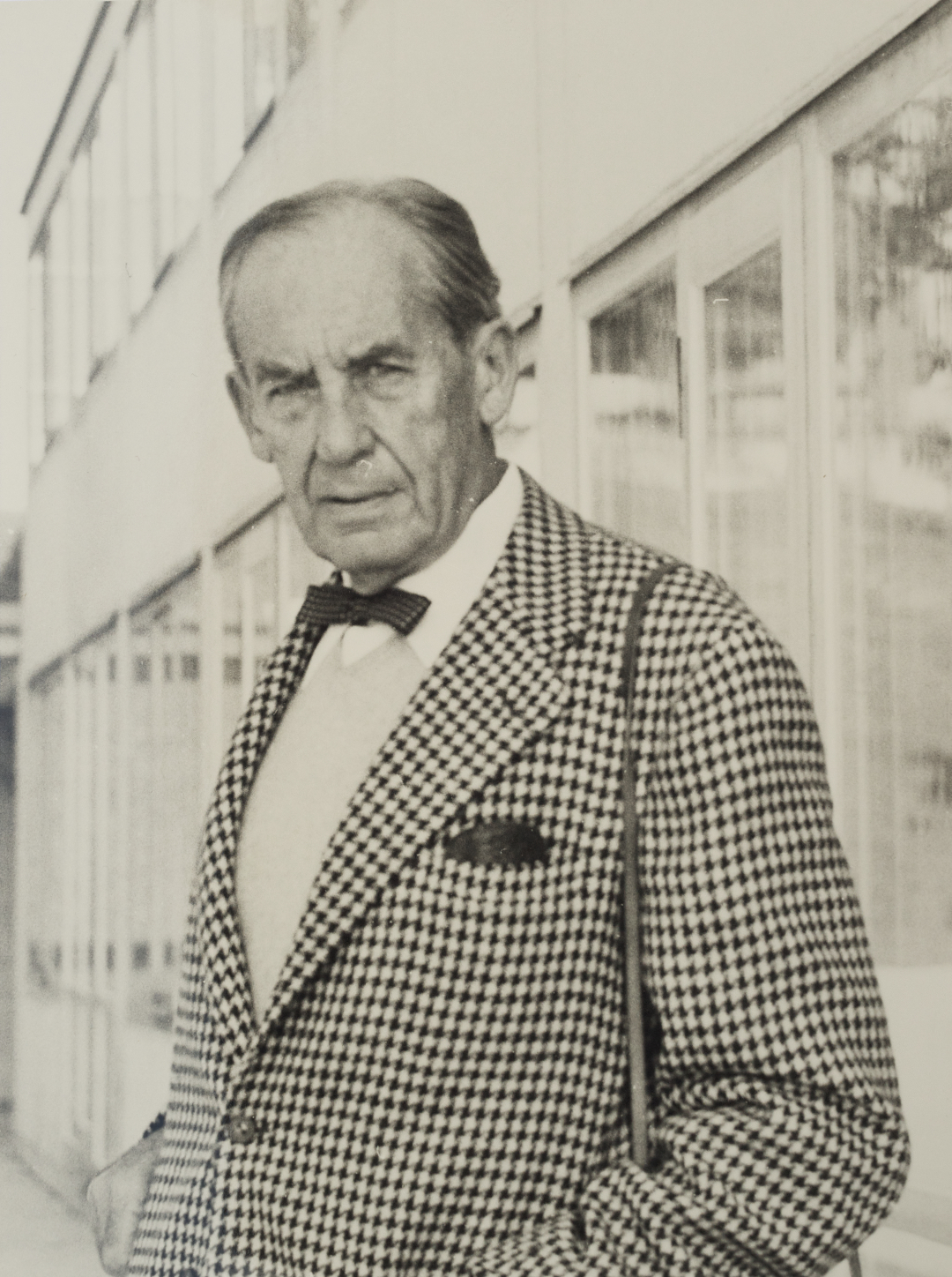
Hans G. Conrad (foto): Walter Gropius na terase HfG v Ulmu 1. října 1955 během slavnostního otevření budovy

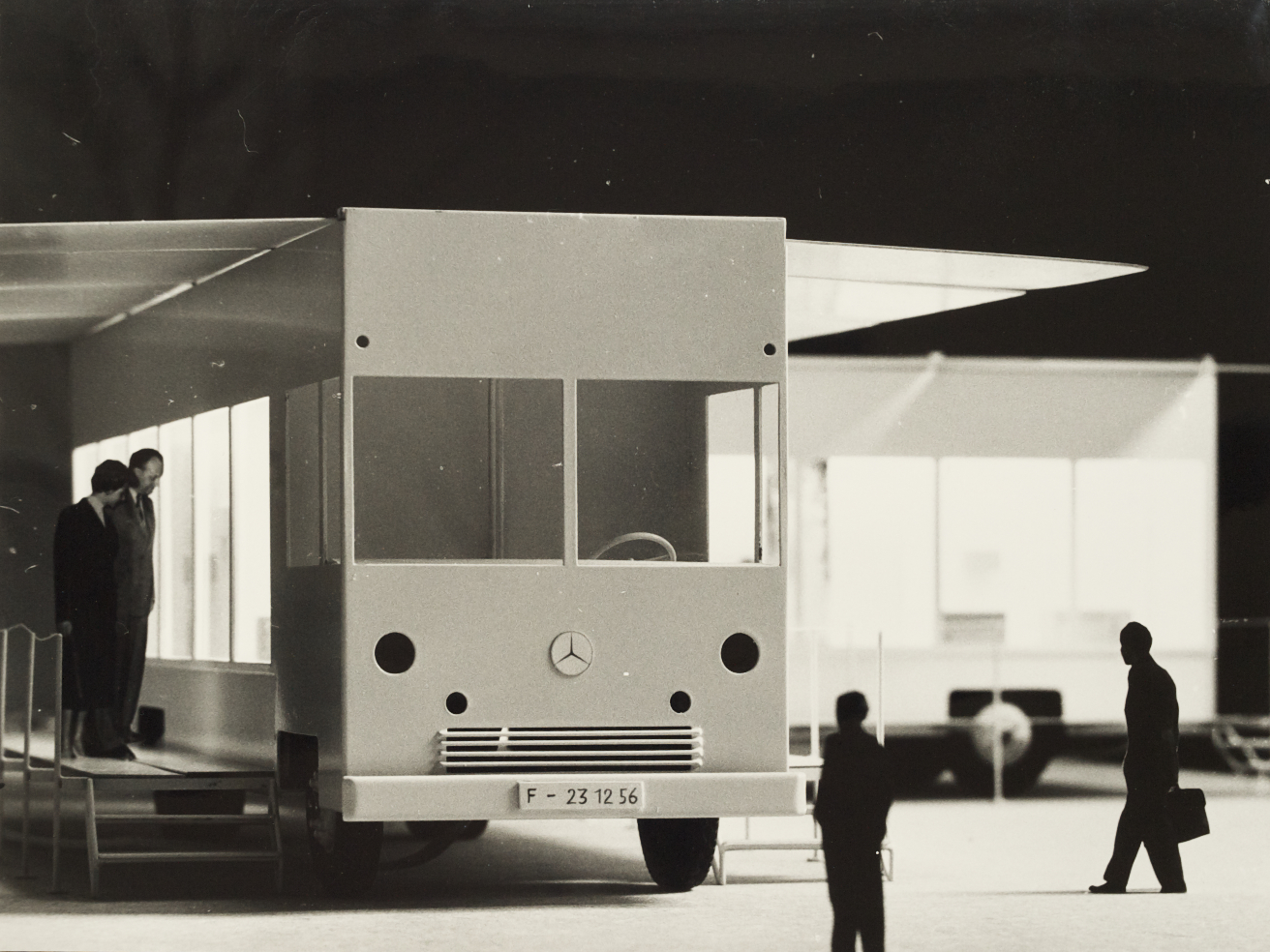
Hans G. Conrad (návrh a foto): Výstavní autobus Braun, 1957

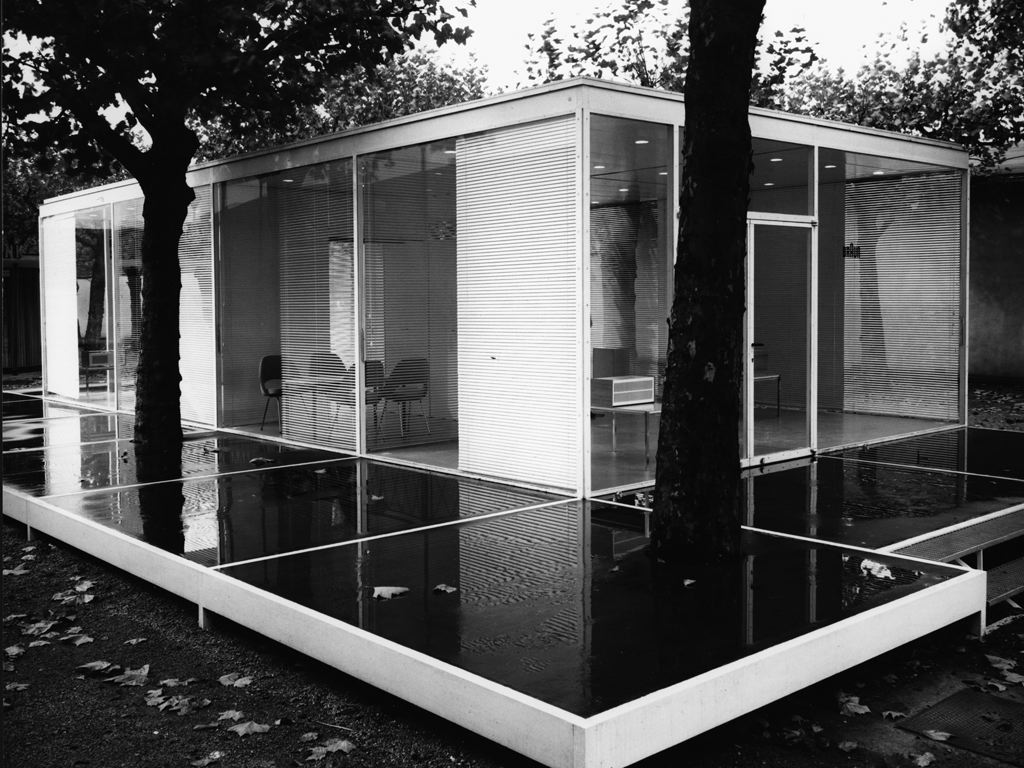
Hans G. Conrad (foto): pavilon firmy Braun na veletrhu ve Frankfurtu nad Mohanem, 1959

Hans G. Conrad (* 11. června 1926 Remetschwil jako Johann Gerold Konrad – 26. prosince 2003 Köln) byl vlivný fotograf a designér 20. století.

## Život a dílo
Hans G. Conrad vyrůstal ve skromných poměrech, vystudoval školu Brown, Boveri & Cie. ve švýcarském Badenu. Na konci 40. let přišel v Curychu do kontaktu s umělcem, architektem, designérem a publicistou Maxem Billem.
Conrad pro Billa též pracoval, například byl pověřen navrhnout švýcarský pavilon na milánském Triennale 1951. Během této doby Conrad pracoval také pro švýcarského architekta a designéra Alfreda Rotha (putovní výstava současného švýcarského architektury 1951). V letech 1952-54 navrhl reklamu určenou pro německo-amerického výrobce nábytku Knoll International majitelů Florence a Hanse Knolla.
Díky Maxu Billovi, který byl spolu s Otlem Aicherem a Inge Aicher-Schollovou hlavním spoluzakladatelem Vysoké školy Designu v Ulmu, se Conrad dostal již během prvních dnů, pravděpodobně 1. prosince 1952, do Ulmu. Byl jedním z prvních studentů HfG: jeho studentský průkaz byl platný od 1. ledna 1953, i když oficiální vyučování začalo až 3. srpna 1953.
Nejprve studoval produkční design, potom vizuální komunikaci. V Ulmu Conrad poznal svou první manželku, spolužačku Evu-Marii Kochovou. Spolu s Otlem Aicherem vyvinuli výstavní systém pro výrobce elektrických spotřebičů Maxe Browna, který byl poprvé použit v roce 1955 na německé výstavě Rundfunk-, Phono- und Fernseh-Ausstellung v Düsseldorfu. V rámci tohoto projektu bylo v roce 1956 představeno kombinované rádio Phono-Radio-Kombination Phonosuper Braun SK 4 považované za významný počin ve vývoji designu 20. století (návrh: Hans Gugelot Dieter Rams, Otl Aicher). Conradův návrh výstavního autobusu Brown však realizován nebyl.
Od roku 1958 pracoval Conrad pro Brauna jako vedoucí veletržního a výstavního oddělení. V roce 1962 získal pozici šéfa reklamy pro německou Lufthansu. Díky tomuto místu pověřil Otlu Aichera a tým E5 na HfG Ulm, vizuálním návrhem pro Lufthansu.
V letech 1969-72 byl Conrad Mitglied členem výboru pro vizuální design na olympijských hrách v Mnichově (předsedající: Anton Stankowski), vedoucí oddělení vizuálního designu byl Otl Aicher.
Od roku 1970 pracoval jako šéfredaktor kolínského vědeckého časopisu Capital (na pozici kreativního ředitele). Vydavatelem časopisu byl Adolf Theobald, šéfredaktorem do roku 1974 Ferdinand Simoneit, po něm Johannes Gross. Časopis se pod jejich vedením dostal na pozici jednoho z předních (názorových) médií v Německu.
V lednu 1989 z magazínu Capital odešel. V říjnu 1992 jej postihla mrtvice. Zemřel po dlouhé nemoci 26. prosince 2003 v domě s pečovatelskou službou v Kolíně nad Rýnem Rodenkirchenu.